# 낙타(들)
"낙타(들)"은 2002년에 개봉한 대한민국의 영화이다.

## 캐스팅
- 이대연 : 남자 역
- 박명신 : 여자 역